# Šabat
Šabat (hebrejski: שבת, shabbāt) blagdan je Jahvinog saveza sa Židovima. On je sedmi dan u tjednu, dan veselja i odmora. Prema biblijskom izvještaju, Bog je šest dana stvarao svijet, a sedmi se dan odmarao.
Šabat počinje petkom uvečer, a traje do subote uvečer. Petkom se uređuje dom i spravljaju jela. Nakon službe u sinagogi gdje se čita iz svitka Tore, pale se svijeće i priprema svečani ručak. Taj dan svi provode u krugu obitelji.
Uz šabat postoji i subotnja godina, jer po židovskom zakonu i zemlja ima pravo na počinak. Te se godine svako polje ostavlja na ugaru, a ono što raste na njemu (poput maslina i grožđa) namijenjeno je siromasima.

## Vanjske poveznice
- Online sabat vodič
- ČPP o sabatu  Arhivirana inačica izvorne stranice od 12. siječnja 2007. (Wayback Machine) shamash.org
- ČPP o sabatu askmoses.com